# 艾瑞克·裘德
艾瑞克·裘德（法語：Éric Judor，法語發音：[eʁik ʒydɔʁ]，1969年7月25日—），法國男演員、喜劇演員、編劇、導演和製片人，以和朗茲·貝迪亞共同組成的喜劇二人組艾瑞克與朗茲而聞名。
他主創、編劇和監製了Canal+電視劇《平面》（2011年至2019年），其他知名作品如電影《牛排》（2007年）、《Mohamed Dubois》（2013年）、《難題》（2017年）和《拖车大叔的一夜惊喜》（2018年）。

## 早期生活
艾瑞克·裘德出生於塞纳-马恩省莫城，父親是瓜德罗普人，而母親則是奧地利人。
18歲時，他在美國嘗試職業網球運動員的職業，但最終沒有堅持下去。在法国网球公开赛，他本能與當時世界排名第三的希沙姆·阿拉齊交手。在美國擔任導遊兩年後，又在加拿大擔任了一陣子的導遊，後被布依格聘為後勤員。他在該公司的石油平台上工作。

## 個人生活
在生了三個孩子，兩個女孩和一個男孩之後，47歲的裘德於2016年10月29日在他父親的土地瓜德罗普特雷德豪結婚。2018年9月，他的妻子於巴黎的一家醫院又生了兩個男孩（雙胞胎）。
裘德在巴黎第八区購買古柯鹼後，於2010年被捕，並因毒品案件被警方拘留。被釋放後，他獲得了治療令。據他的朋友朗茲·貝迪亞所述，當時的裘德剛離了婚

## 外部連結
- 艾瑞克·裘德在互联网电影资料库（IMDb）上的資料（英文）
- 在AllMovie上艾瑞克·裘德的頁面（英文）